# Leichtathletik-Europameisterschaften 1958/3000 m Hindernis der Männer

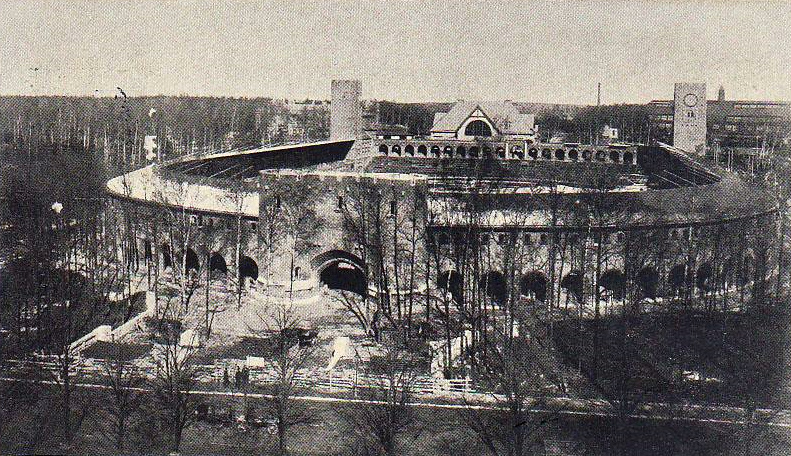
Ansichtskarte des Stockholmer Olympiastadions aus dem Jahr 1912

Der 3000-Meter-Hindernislauf der Männer bei den Leichtathletik-Europameisterschaften 1958 wurde am 20. und 22. August 1958 im Stockholmer Olympiastadion ausgetragen.
Europameister wurde der polnische Weltrekordler Jerzy Chromik. Er gewann vor Semjon Rschischtschin aus der Sowjetunion. Bronze ging an den deutschen Läufer Hans Hüneke.

## Rekorde

### Bestehende Rekorde
| Weltrekord           | 8:32,0 min | Jerzy Chromik   | Warschau, Polen  | 2. August 1958  |
| Europarekord         | 8:32,0 min | Jerzy Chromik   | Warschau, Polen  | 2. August 1958  |
| Meisterschaftsrekord | 8:49,6 min | Sándor Rozsnyói | EM Bern, Schweiz | 28. August 1954 |

### Rekordverbesserungen
Der bestehende EM-Rekord wurde bei diesen Europameisterschaften von drei Athleten in zwei Läufen verbessert. Darüber hinaus gab es zwei Landesrekorde.
- Meisterschaftsrekorde:
  - 8:47,6 min – Semjon Rschischtschin (Sowjetunion), Platz eins im ersten Vorlauf am 20. August
  - 8:47,6 min – Vlastimil Brlica (Tschechoslowakei), Platz zwei im ersten Vorlauf am 20. August
  - 8:38,2 min – Jerzy Chromik (Polen), Europameister im Finale am 22. August:
- Landesrekorde:
  - 8:56,2 min – Manuel Alonso (Spanien), erster Vorlauf am 20. August
  - 8:51,2 min – Georgios Papavasiliou (Griechenland), Finale am 22. August:

## Vorrunde
20. August 1958, 15.10 Uhr
Die Vorrunde wurde in zwei Läufen durchgeführt. Die ersten sechs Athleten pro Lauf – hellblau unterlegt – qualifizierten sich für das Finale.

### Vorlauf 1
| Platz | Name                  | Nation           | Zeit (min) |
| ----- | --------------------- | ---------------- | ---------- |
| 1     | Semjon Rschischtschin | Sowjetunion      | 8:47,6 CR  |
| 2     | Vlastimil Brlica      | Tschechoslowakei | 8:47,6 CR  |
| 3     | Jerzy Chromik         | Polen            | 8:49,2     |
| 4     | Hans Hüneke           | Deutschland      | 8:50,6     |
| 5     | Olavi Rinteenpää      | Finnland         | 8:53,0     |
| 6     | Reidar Næss           | Norwegen         | 8:53,6     |
| 7     | Manuel Alonso         | Spanien          | 8:56,2 NR  |
| 8     | Hedwig Leenaert       | Belgien          | 9:09,6     |
| 9     | Eric Shirley          | Großbritannien   | 9:17,2     |

### Vorlauf 2
| Platz | Name                  | Nation           | Zeit (min) |
| ----- | --------------------- | ---------------- | ---------- |
| 1     | Georgios Papavasiliou | Griechenland     | 8:55,4     |
| 2     | Sergej Ponomarjow     | Sowjetunion      | 8:56,2     |
| 3     | Gyula Varga           | Ungarn           | 8:59,8     |
| 4     | Hermann Buhl          | Deutschland      | 9:01,8     |
| 5     | Lars Helander         | Schweden         | 9:04,8     |
| 6     | Bohumír Zháňal        | Tschechoslowakei | 9:09,4     |
| 7     | Walter Kammermann     | Schweiz          | 9:17,2     |

## Finale

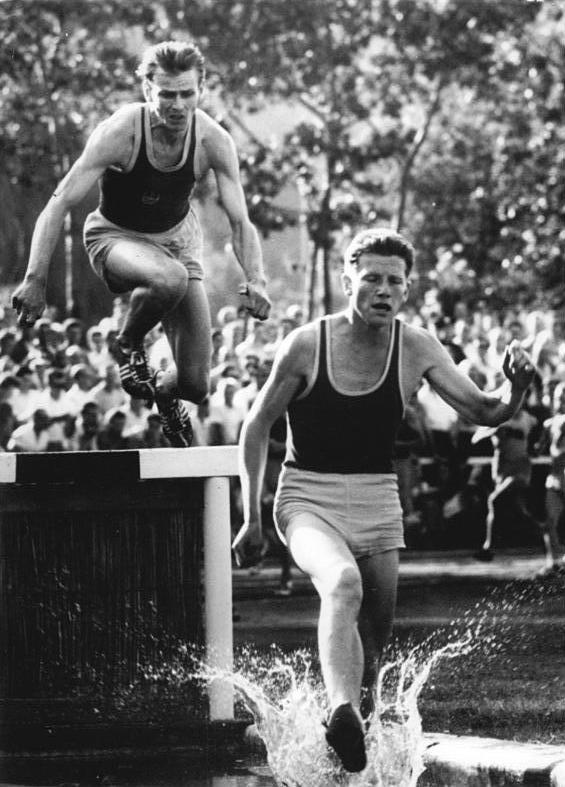
Hermann Buhl (rechts als Führender und späterer Sieger bei den DDR-Meisterschaften 1958) belegte Rang elf

22. August 1958, 17.25 Uhr
| Platz | Name                  | Nation           | Zeit (min) |
| ----- | --------------------- | ---------------- | ---------- |
| 1     | Jerzy Chromik         | Polen            | 8:38,2 CR  |
| 2     | Semjon Rschischtschin | Sowjetunion      | 8:38,8     |
| 3     | Hans Hüneke           | Deutschland      | 8:43,6     |
| 4     | Sergej Ponomarjow     | Sowjetunion      | 8:44,0     |
| 5     | Vlastimil Brlica      | Tschechoslowakei | 8:46,6     |
| 6     | Gyula Varga           | Ungarn           | 8:48,4     |
| 7     | Lars Helander         | Schweden         | 8:50,2     |
| 8     | Georgios Papavasiliou | Griechenland     | 8:51,2 NR  |
| 9     | Olavi Rinteenpää      | Finnland         | 8:52,6     |
| 10    | Reidar Næss           | Norwegen         | 8:54,6     |
| 11    | Hermann Buhl          | Deutschland      | 9:03,0     |
| 12    | Bohumír Zháňal        | Tschechoslowakei | 9:24,4     |